# Browary (stacja kolejowa)
Browary (ukr: Станція Бровари) – stacja kolejowa w Browarach, w obwodzie kijowskim, na Ukrainie. Jest częścią administracji Kolei Południowo-Zachodniej. Znajduje się na linii Darnyca – Nieżyn, w pobliżu skrzyżowania ulic Stepana Bandery i Symona Petlury oraz w pobliżu ulicy Wokzalnaja. Stacja została otwarta w 1868 roku a zelektryfikowana w 1957. Do 1964 była to stacja końcowa pociągów elektrycznych, dopóki nie zelektryfikowano w 1964 zelektryfikowano odcinka Browary - Niżyn.
W pobliżu stacji znajdują się tory wewnętrznej stacji zakładowej Torgmaszu, na którą składa się 6 torów zdawczo-odbiorczych.
Na stacji zatrzymują się podmiejskie i regionalne pociągi elektryczne Kijów - Nieżyn, Kijów - Konotop, a także pociąg pasażerski 776P Kijów - Charków.

## Linie kolejowe
- Linia Darnyca – Nieżyn